# 平和主義アナキズム

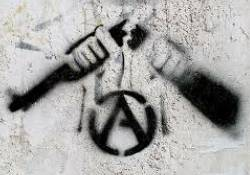
壊れた銃とアナキズム

平和主義アナキズム（へいわしゅぎアナキズム）あるいは無政府平和主義（むせいふへいわしゅぎ、英語: Anarcho-pacifism）とは、アナキズム運動において社会変革のための暴力を拒否する考えのことである。その初期にはヘンリー・デイヴィッド・ソローとレフ・トルストイが、後にはマハトマ・ガンディーがその思想に影響を与えた。このイデオロギーは主に第二次大戦以前から戦中にかけてオランダ、イギリス、アメリカで発展した。

## 歴史
主な先例としては、レフ・トルストイやマハトマ・ガンディーの非暴力不服従主義に影響を与えた、ヘンリー・デイヴィッド・ソローの市民的不服従や納税拒否の運動が挙げられる。

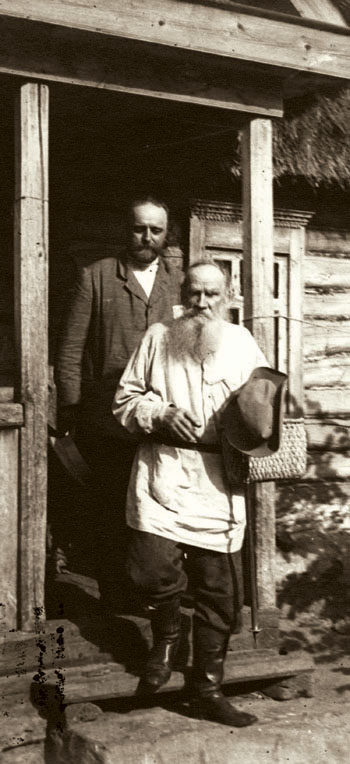
著名なトルストイ運動家であるウラジーミル・チェルトコフ（後ろ）とトルストイ

1840年代になると、奴隷制廃止運動家にして無抵抗主義の提唱者でもあるヘンリー・クラーク・ライトと、彼のイギリスでの支持者ジョセフ・バーカーが、政府の概念を否定し、平和主義的な個人主義的無政府主義のあり方を唱えた。平和主義アナキズムのいくつかの点はキリスト教アナキズムからも支持された。
最初の大規模な平和主義アナキズム運動は、ロシアにおける農民運動、トルストイ運動だった。トルストイ運動家はキリスト教の教えを絶対的平和主義とすべての強権の否認として解釈し、何百もの自発的な平和主義アナキズムのコミューンを設置した。厳格な菜食主義を含むそれらの運動はロシア全域に広まったが、帝政国家の権威を否定したことにより過酷な弾圧を受け、彼らの大部分はシベリアへ追放された。ロシア革命後もやはりトルストイ運動家は社会主義国家の権威を否定したため弾圧の対象とされ、レーニンとスターリンの時代にほとんどが粛清された。
アナキズムにおいて、暴力はしばしば論争の種であった。19世紀において多くのアナキストは暴力的な行動プロパガンダを容認したが、トルストイを始めとする平和主義アナキストたちは変革の手段としての暴力を明確に否定した。トルストイは、抑圧と強制を否定するという自身の定義ゆえに、そして国家というものが本質的に暴力的であるがゆえに、アナキズムは非暴力的でなければならず、意味ある平和主義もそれと同様でなければならない、と主張した。その哲学はインド独立の指導者であり平和主義者であるマハトマ・ガンディーに大きな影響を与えた。ガンディーはアナキストを自認していた。オランダのフェルディナント・ドメーラ・ニューワンホイスもまた、アナキズム運動内での平和主義の流れの確立を模索した。フランスでは1902年にエミール・アルマンが反軍国主義者連盟を設立するなど、個人主義的無政府主義の勢力で反軍国主義が目立ち始めていた。

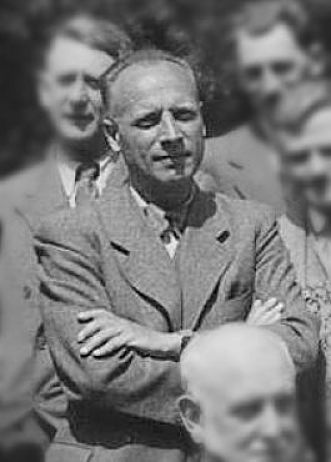
バート・デ・リヒト

「オランダの平和主義アナキストであるバート・デ・リヒトの1936年の論文「暴力の征服」("The Conquest of Violence")は、重要な兆候だった」
「ガンディーの思想は、リチャード・グレッグの「非暴力の力」("The Power of Nonviolence")（1935年）やデ・リヒトの「暴力の征服」（1937年）といった書物によって欧米に広まった。中でも後者の本は、著者自身がそうであるように革命を渇望する人々に向けて訴えられているがために、アナキストにとっては特段に重要である。彼はこう述べている、「暴力が大きければ大きいほど、革命は小さくなる」と。デ・リヒトはまた、ガンディー主義にのっとった非暴力主義とサンディカリストの実利的な非暴力主義を結び付けもした。（ほとんどのサンディカリストは、革命は武装した労働者によって防衛されなければならないと考えていることには言及する必要があるにせよ、ゼネストそれ自体は労働者による全体的な非協力の表れである）」
グローバルな運動としては、第二次大戦直前にオランダ、イギリス、アメリカに出現した平和主義アナキズムは、その後の核廃絶運動において強い存在感を放っていた。アメリカの作家ドワイト・マクドナルドは1940年代に平和主義アナキズムの観点を支持し、自身の発行する雑誌「ポリティクス」をその宣伝に利用した。イギリスの指導的平和主義アナキストであったアレックス・コンフォートは「積極的反軍国主義者」を自認し、平和主義が「アナキズムにおける単なる歴史上の理論」に留まっていると信じた。コンフォートは積極的な核廃絶運動家でもあった。
コンフォートの著作の中でアナキズムに関するものは、彼がピース・ニュースや平和の誓い連合に向けて書いた多くのパンフレットの中の一つである「平和と不服従」("Peace and Disobedience")（1946年）や、「近代国家における権威と怠慢」("Authority and Delinquency in the Modern State")（1950年）である。彼は「オバデヤ・ホーンブローク」("Obadiah Hornbrooke")というペンネームで、平和主義の擁護者であったジョージ・オーウェルと、公開書簡において「アメリカ人旅行者への手紙」("Letter to an American Visitor")と題した詩をやり取りした。
「1950年代と60年代には平和主義アナキズムはゲル化し始め、国家に批判を加えるタフなアナキストと、暴力に批判的な打たれ弱い平和主義者は一体化した」
新左翼と公民権運動の出現という流れの中で、「いくつかのテーマ、理論、行動、そしてすべての明らかな自由主義者が顕在化するようになり、知的な発露の場を与えられるようになったのは、ポール・グッドマンによるところである」。
その他注目すべき平和主義アナキズム史上の人物としては、アモン・ヘナシー、ドロシー・デイ、そして1939年から40年にかけてのジャン＝ポール・サルトルが挙げられる。

## 思想

ガンディーの塩の行進

アナキズムのよくある質問によると、「アナキストにとって平和主義はとても魅力的です。暴力とは権威主義と強制そのものなので、それを用いるのはアナキズムの原則に反します」「マラテスタはさらに明確に、アナキストの主な綱領とは人間関係からの暴力の排除である、と記しています」とのこと。
平和主義アナキズムは国家を「組織された暴力」と見なす傾向にあるため、「このように、アナキストがすべての暴力を拒絶することは理にかなっているように思われる」と、目的と手段が乖離することに対して批判的である。「手段は必ず目的に対して整合性がなければならないが、「目的は手段を正当化する」などという言葉は誤解を招く二分法に過ぎない。手段こそ目的である。手段は単なるツールなどではなく、常に表現力豊かで価値あるものなのだ。手段は目的を、目下製造中なのだ」
デ・リヒトは「暴力の征服」で資本主義に批判を加えている。アナキズムのよくある質問によれば、「彼が自分の書物のある章題に「ブルジョワ的平和主義のばかばかしさ」と名付けたことに賛成しないアナキストはいないでしょう」。デ・リヒトを始めとするすべてのアナキストにとっては、暴力とは資本主義システムに生来的に備わっているものであり、資本主義的に平和主義を構築しようとするあらゆる試みは、宿命的に失敗するものなのである。経済危機に瀕した国家は、通常の経済競争で得ることのできない利益を、紛争によって得るために戦争を行う。平和主義アナキストは戦争も経済競争の一形態に過ぎないと考えている。
だがデ・リヒトはこうも語っている。「暴力は現代社会において不可欠である……（なぜならば）各国の支配階級は、暴力なしに特権的な地位から大衆を搾取し続けることはできないと考えているからである。軍隊は何よりもまず不満を抱く労働者を抑え付けるために出動するのだ」（前掲書62頁より）。「国家と資本主義が存在する限り、暴力が消え去ることはない。それゆえ、平和主義アナキストのように、一貫したアナキストが平和主義者であるように、一貫した平和主義者はアナキストであらねばならない」
平和主義アナキズムの主要な戦略である市民的不服従は、初期の平和主義アナキストのヘンリー・デイヴィッド・ソローが1849年の同名のエッセイで提唱したものに由来する。それに影響されたレフ・トルストイはその考えに「国家からの不道徳な命令に従うことを、個々人の連帯によって拒否するという、国家を（打ち砕くというよりは）侵食する偉大な武器」を見出した。この受動的でありながら積極的な抵抗の概念は、後にマハトマ・ガンディーによっても発展させられた。

## イデオロギーの差異
平和主義アナキズムがトルストイ運動やキリスト教アナキズム、仏教アナキズムといった宗教的アナキズムと広く関連している一方で、そこには無宗教的、あるいは反宗教主義的傾向も見られるようになっている。アナーコ・パンクバンドのクラスは、自身が平和主義アナキズムの変種でありながら、すべての宗教、とりわけ国教的なキリスト教神学を強く否定したことで論争を呼んだ。
アナキストの歴史家であるジョージ・ウッドコックによれば、「現代の平和主義アナキストには、その関心を自由主義的コミュニティ、とりわけ農業コミュニティの構築に傾注する向きが見られる。それは今日では行動プロパガンダの平和的な手法と見なされているものだ。しかし、彼らは実践面においては分裂してしまっている」という。平和主義アナキストは「抵抗の原則を、加えて暴力を伴わない形でなら（無血革命）革命的行動までもを受け入れることができる。ここで言う暴力とは、本質的にはむしろ非アナキズム的であると彼らが見なす形態での力を指す。この変節により、平和主義アナキズムはアナルコ・サンディカリスムに接近することとなった。それは、ゼネストを革命の偉大な武器であると見なす後者の観念が、根本的な社会変革の必要性を認めながらもネガティブな（つまりは暴力的な）手段に出ることで理想に妥協したくはなかった平和主義者たちを惹き付けたからである」。その後、平和主義アナキストも彼らとの共生を図り、二頭政治による非暴力的な戦略に賛同するようになった。
　

## 批判
ピーター・ゲルダルースは、非暴力は世界をよりよくするための唯一の戦略であるとの考えを批判している。イデオロギーとしての平和主義とは国益への奉仕と同義であり、家父長制と白人至上主義の枠組みによって心理的にがんじがらめにされたものであるという。